# 終極蜘蛛俠
終極蜘蛛俠是由漫威漫畫創作的其中一部以蜘蛛俠為主角的超級英雄漫畫，於2000年首次發行，其故事內容為參考最早問世同時也是連載最久的《神奇蜘蛛俠》設定。
漫画与动画从2000年开始的新系列。以《神奇蜘蛛侠》为蓝本，重新开始蜘蛛侠的故事。人物设计也与原版不同，更满足21世纪的风格。目前连载至160期，大事件“蜘蛛侠之死”已结束。在#160中，彼得·帕克與绿恶魔互击而死。此后开始新系列《终极漫画 全新蜘蛛侠》，主角换为一个拉丁混血的少年邁爾斯·莫拉雷斯。